# Strategic Simulations
Strategic Simulations, Inc. — компания-разработчик и издатель компьютерных игр, выпустившая более 100 наименований с момента своего основания в 1979 году. Компания широко известна своими стратегическими играми и ролевыми играми по вселенной Dungeons & Dragons.

## История

Computer Bismarck — первая игра Strategic Simulations

Компания была основана Джоэлем Биллингсом, энтузиастом варгеймов. Он увлекался варгеймами с детства, но по его собственному заявлению, самой большой проблемой в этом хобби был поиск оппонентов. В колледже Биллингс изучал математическую экономику и ему приходилось много заниматься  моделированием экономических процессов на компьютере. В ходе этой работы он осознал потенциал компьютеров для создания варгеймов. В 1979 году один из его друзей показал ему компьютер TRS-80 и после этого у Биллингса родилась идея создания коммерческих варгеймов для домашних компьютеров. В ходе изучения рынка и встреч с потенциальными инвесторами, Биллингс познакомился директором по маркетингу Apple Трипом Хокинсом, который убедил его в перспективности домашних компьютеров Apple по сравнению с TRS-80. Биллингс начал поиск программистов, интересующихся варгеймами, дав объявление в хобби-магазинах Санта-Клары. На объявление откликнулись Джон Лайон и Эд Виллингер. Лайон написал игру Computer Bismarck, которая стала первым продуктом компании, а Виллингер – Computer Ambush, которая вышла второй.
Для продвижения Computer Bismarck, Биллингс разослал 30 000 рекламных листовок владельцам компьютеров Apple II. Помимо заказов, компания получила множество предложений от различных энтузиастов, писавших собственные компьютерные игры, и со многими из них было начато сотрудничество. Среди них были Дэн Бантен, создавший игру Computer Quarterback (1980), Чарли Мерроу, создавший Computer Air Combat (1980) (игра, которая вдохновила Рассела Сайпа на создание журнала Computer Gaming World), Роджер Китинг, создавший Computer Conflict (1980), и Чак Кройгель с Дэвидом Нандри, создавшие The Battle of Shiloh (1981). Эти разработчики, а также Джон Лайон, создали 18 из 28 игр, выпущенных Strategic Simulations за первые три года.
Помимо полностью компьютерных игр, компания выпустила две гибридные игры, совмещающие в себе настольную и компьютерную игру: Napoleon's Campaigns: 1813 & 1815 в 1981 году и Road to Gettysburg в 1982 году.

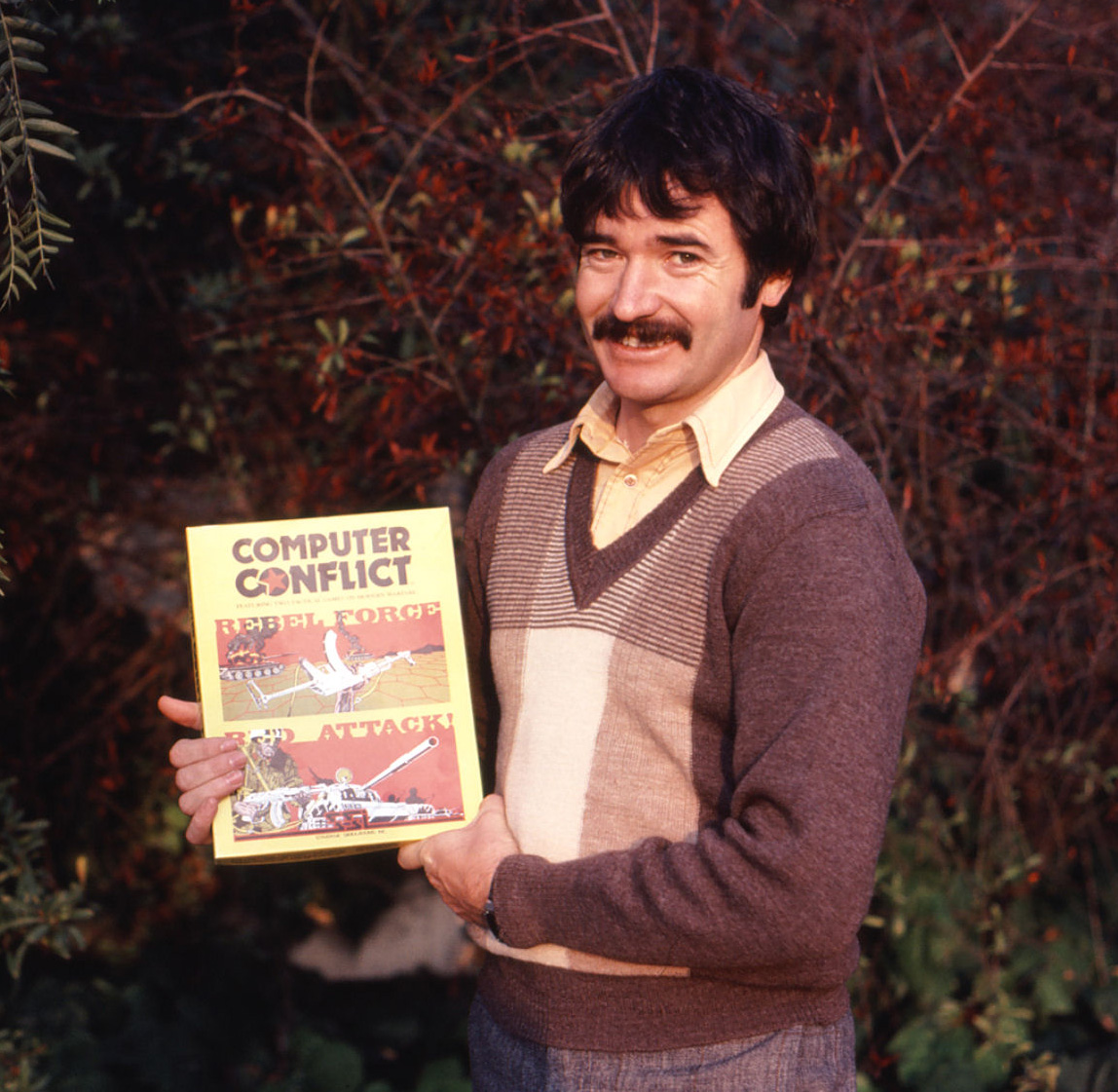
Роджер Китинг создал 7 игр для Strategic Simulations с 1980 по 1985 годы

В 1983 году компания выпустила игру в жанре спортивного менеджера Ringside Seat. Автор при создании игры использовал статистические данные и механику из настольной игры Avalon Hill Title Bout. В результате этого компания Avalon Hill подала в суд, обвиняя SSI в нарушении авторских прав на их настольные игры. Компании пришли к соглашению, не доводя дело до суда.
Проблемы продолжились в 1984 году, когда компания выпустила свою первую ролевую игру Questron, из-за которой вновь получила обвинение в плагиате. Компания Origin Systems заявила, что Questron фактически является копией Ultima. Компании не стали доводить до суда и Origin лицензировали структуру и игровую механику Ричада Гэрриота SSI.
Выиграв тендер в 1987 году, SSI получила лицензию на Advanced Dungeons & Dragons от TSR Inc.. Изначально компания планировала использовать движок от своей более старой ролевой игры Wizard's Crown, но в итоге был разработан новый движок, получивший название Gold Box. Компания выпустила более 30 игр во вселенной AD&D, начиная с Pool of Radiance в 1988 году. Ролевые игры стали пользоваться большим спросом и приносить большой доход. Был заключен договор с Electronic Arts на дистрибуцию этих игр. Несмотря на хорошие продажи, выплаты TSR и Electronic Arts забирали большую часть прибыли. По мнению Джоэля Биллингса, именно заключение договора с Electronic Arts стало причиной последующий гибели компании.
В 1990 году компания изменила свой подход к ролевым играм, выпустив разработанную Westwood Studios игру Eye of the Beholder.
В 1990-х годах из-за растущей популярности игровых консолей и возросшей стоимости разработки игр, продолжение существования в качестве независимой компании стало рискованным и было принято решение продать Strategic Simulations большой компании. Рассматривались варианты продажи Electronic Arts и Spectrum Holobyte, но в итоге сделка была заключена с Mindscape, и Strategic Simulations стала её частью в 1994 году.
В составе Mindscape, в 1994 году SSI выпустила варгейм Panzer General по мотивам событий Второй мировой войны, которая породила целую серию успешных игр, включая спин-оффы, такие как игра Rites of War, действие которой происходит во вселенной Warhammer 40,000 и Fantasy General в фэнтезийном сеттинге. Другим успехом 1990-х годов стала стратегическая серия  Гэри Грисби Steel Panthers.  
В декабре 1995 года Биллингс ушел с поста президента Strategic Simulations, чтобы занять руководящую должность в Mindscape. Новым президентом стал Чак Крогель. Биллингс вернулся в Strategic Simulations через два года в качестве продюсера.
В марте 2001 года Strategic Simulations была продана Ubisoft и перестала существовать как отдельный бренд.